# Congreso Visible
Congreso Visible inició como proyecto de la Universidad de los Andes, fundado en 1998. El programa ha ofrecido a los medios de comunicación una fuente alternativa e independiente de información del Congreso de la República de Colombia y ha empoderado a la ciudadanía a través de su difusión y promoción de la votación informada en Colombia. Es por esto que cada 4 años se lanza la campaña Candidatos Visibles, la cual tiene como fin visibilizar a los candidatos que se lanzan a los comicios del legislativo o del ejecutivo. 

## Historia
Congreso Visible –CV– es un proyecto originado en el Departamento de Ciencia Política de la Universidad de los Andes (Colombia) en Bogotá, Colombia. Su misión es la de ayudar y fomentar la participación ciudadana mediante el monitoreo y la provisión de información sobre el desempeño de los representantes electos. Nuestras actividades están encaminadas a mejorar las prácticas políticas y la información de una ciudadanía que valora y demanda la visibilidad y transparencia de aquellos que son elegidos. CV es reconocido como un proyecto líder en aspectos relacionados con la rendición de cuentas del Congreso y con la promoción de la votación informada en Colombia. Por más de quince años, CV ha visibilizado el desempeño del Congreso mediante la publicación de su actividad legislativa. Así mismo, CV ha ofrecido a los medios de comunicación una fuente alternativa e independiente de información del Congreso y ha empoderado a la ciudadanía a través de su difusión.
Hasta ahora, el trabajo de CV ha hecho énfasis en dos actividades relacionadas. La primera de ellas, el monitoreo y evaluación de los legisladores y las coaliciones parlamentarias; la segunda, el entrenamiento de las organizaciones involucradas en la promoción de la participación de la ciudadanía y las minorías, como en la protección de los derechos de los grupos vulnerables (particularmente mujeres, afrodescendientes, indígenas y minorías sexuales). De igual manera, el proyecto ha desarrollado un sistema de información que puede ser consultado por el público a través de nuestra página de Internet, en el cual se pueden encontrar los principales datos de los legisladores, su agenda de campaña, su filiación partidista y los proyectos de ley en los que han participado. Igualmente, se ha sistematizado la información de los debates de control político organizados tanto en la Cámara como en el Senado. Así mismo, están disponibles reportes más detallados a nivel regional sobre estos aspectos. A la fecha, la información provista por CV se ha convertido en una valiosa fuente para diseñadores de política pública, líderes de opinión, y académicos con intereses en la investigación sobre las relaciones entre el ejecutivo y el legislativo en el caso colombiano y en investigaciones con un enfoque comparado.

## Objetivos
• Garantizar el derecho de la ciudadanía a estar informada sobre cómo votan sus elegidos los proyectos de interés.
• Facilitar la comprensión del funcionamiento del Congreso para todo tipo de ciudadanos, ofreciendo información y análisis  objetivos, independientes y confiables.
•Realizar seguimiento, análisis y divulgación de la actividad legislativa, para promover un mejor desempeño de la misma.
•Fortalecer el proceso de rendición de cuentas y ayudar a establecer puentes de comunicación entre los congresistas y los ciudadanos.
•Mejorar las prácticas políticas y hacer más transparente la gestión del Congreso.
•Desarrollar una agenda de investigación con la participación de profesores del Departamento de Ciencia Política, estudiantes de Doctorado, Maestría y Pregrado.
•Ser un referente para las investigaciones internacionales académicas sobre política comparada y Congreso. 
•Fortalecer  el sistema de partidos, dando a conocer sus posiciones ideológicas y haciéndolos más programáticos.

## Servicios y desenvolvimiento
Perfiles de los congresistas, Proyectos de Ley, Votaciones, Análisis, Reportajes, Blogs de congresistas, Citaciones, Órdenes del día, Capítulos Regionales.